# Joana Preiss
Joana Preiss (22 maggio 1972) è un'attrice e regista francese.

## Filmografia parziale

### Attrice
Cinema
- Fin août, début septembre, regia di Olivier Assayas (1998)
- La guerre à Paris, regia di Yolande Zauberman (2002)
- Clean - Quando il rock ti scorre nelle vene (Clean), regia di Olivier Assayas (2004)
- Ma mère, regia di Christophe Honoré (2004)
- Un couple parfait, regia di Nobuhiro Suwa (2005)
- Paris, je t'aime, registi vari (2006)
- Dans Paris, regia di Christophe Honoré (2006)
- Die Unerzogenen, regia di Pia Marais (2007)
- Boarding Gate, regia di Olivier Assayas (2007)
- LOL - Il tempo dell'amore (LOL (Laughing Out Loud) ®), regia di Lisa Azuelos (2008)
- Complices, regia di Frédéric Mermoud (2009)
- Mauvaise fille, regia di Patrick Mille (2012)
- La storia di Cino, regia di Carlo Alberto Pinelli (2013)
- Mary Queen of Scots, regia di Thomas Imbach (2013)
- Le dos rouge, regia di Antoine Barraud (2014)
- Raw - Una cruda verità (Grave), regia di Julia Ducournau (2016)
- Famiglia allargata (Les dents, pipi et au lit), regia di Emmanuel Gillibert (2018)
- Alien Crystal Palace, regia di Arielle Dombasle (2018)
- Resurrezione, regia di Tonino De Bernardi (2019)
- Broken Poet, regia di Emilio Ruiz Barrachina (2020)

Televisione
- Tout contre Léo - film TV (2002)

### Regista
- Sibérie (2011) - anche direttrice della fotografia
- Taipei Factory (segmento Silent Asylum) (2013)